# Don Quichotte (concept de mission spatiale)
Pour les articles homonymes, voir Don Quichotte (homonymie).
Don Quichotte est un concept de mission spatiale défini au sein de l'Agence spatiale européenne (ESA) en 2004. L'objectif de cette mission est de démontrer qu'il est possible de dévier un astéroïde géocroiseur qui menacerait la Terre en utilisant l'énergie cinétique fournie par un impacteur développé sur Terre et s'écrasant à sa surface. Le programme ne débouche sur aucune réalisation pour des raisons budgétaires. Mais la nécessité d'effectuer un tel test demeure car il subsiste beaucoup d'incertitudes sur les effets de l'impact d'un engin spatial car le recul lié aux éjectas est mal modélisé.
L'objectif sera repris dans un cadre élargi à l'agence spatiale américaine (NASA) avec le programme AIDA qui effectue cette expérience sur l'astéroïde binaire (65803) Didymos. La NASA a développé l'impacteur DART qui s'est écrasé le 26 septembre 2022 à 23 h 14 (UTC) à plus de 6 km/s sur Dimorphos, le plus petit des deux astéroïdes. L'orbiteur AIM (pour Asteroid Impact Mitigation), développé par l'ESA, devait observer le déroulement de l'impact et de ses conséquences. Après avoir abandonné le développement d'AIM, l'ESA relance finalement cette mission sous l'appellation Hera, qui doit remplir les mêmes objectifs mais en effectuant ses observations quatre ans après l'impact, durant le premier semestre 2027.